# Morrens
Morrens – miejscowość i gmina (commune) w zachodniej Szwajcarii, w kantonie Vaud, w okręgu (district) Gros-de-Vaud. Leży nad rzekami Talent oraz Mèbre.

## Demografia
W Morrens mieszka 1156 osób. W 2021 roku 14,9% populacji gminy stanowiły osoby urodzone poza Szwajcarią. 